# アラマンス郡 (ノースカロライナ州)
アラマンス郡（英: Alamance County、[ˈæləmæns] ( 音声ファイル))）は、アメリカ合衆国ノースカロライナ州の中央部に位置する郡である。人口は17万1415人（2020年）。郡庁所在地はグラハムであり、同郡で人口最大の都市はバーリントンである。
アラマンス郡はその全体でバーリントン都市圏を構成している。1849年に東隣のオレンジ郡から分離して設立された。州内でも重要な歴史的事件が起こり、また繊維産業と農業で重要な役割を果たした所である。

## 歴史

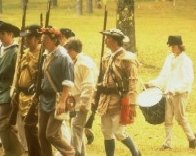
世直しの戦争の再現

アラマンス郡が設立される以前の18世紀、この地域には少なくとも1つの小さな南東部インディアン部族、シシパホー族が住んでいた。現在のサクサパホーの町でありホーフィールズとも呼ばれ、ホー川が流れている。17世紀広範囲ヨーロッパ人開拓者がこの地域に入り、インディアンの交易道を辿り、それ以前はシシパホー族が耕作していた肥沃な土地に「ホー・オールドフィールズ」と呼ぶ農園を造った。その交易道は後に鉄道や州間高速道路を引くベースになった。
アラマンス郡の郡名はグレート・アラマンス・クリークから採られた。そこは1771年5月16日、ウィリアム・トライアン総督の指揮する民兵隊が世直し運動の部隊と衝突したアラマンスの戦いが起きた場所である。この戦闘はアメリカ独立戦争の前哨戦になったとする説もある。伝説に拠れば、グレート・アラマンス・クリークおよびリトル・アラマンス・クリークは、インディアンの言葉で、これらクリークの底に見つかった青い泥を表現する言葉から採られて名付けられたとされている。また別の説では、インディアンの別の言葉で「騒がしい川」を意味するとするもの、また初期開拓者の多くの出身地だったドイツのラインラントにあるアラマンニ地方から採られたとするものもある。
アメリカ独立戦争のとき、幾つかの小戦闘や小競り合いがこの地域で起こり、パイルの虐殺、リンドリーズミルの戦い、クラップスミルの戦いなど、後のギルフォード郡庁舎の戦いに繋がっていくものがあった。
1780年代、オカニーチ族インディアンがバージニア州からノースカロライナ州に戻り、以前住んでいたヒルズボロに近い場所ではなく、現在のアラマンス郡地域に入った。2002年、現代のオカニーチ族が郡内の先祖の土地25エーカー (100,000 m2) を購入し、ホームランド居留地プロジェクトを始めた。これは1701年にあった村と1930年代の農業村を再建するものだった。
19世紀初期、繊維産業が大きく成長し、よりよい輸送手段が求められた。1840年代までに幾つかの紡績場がホー川沿いとグレート・アラマンス・クリークなどホー川の主要支流沿いに建てられた。1832年から1880年、これら河川の動力を使った少なくとも14の紡績工場があった。これら工場はトロリンジャー、ホルト、ニューリン、スウェプソン、ローゼンタールなどの一族が建設した。1832年にベン・トロリンジャーが建設した工場の1つは現在も操業を続けている。これはコープランド・インダストリーズが所有し、アラマンス郡の未編入領域にあり、ノースカロライナ州では最古の連続して操業されている工場である。
この地域で生産された繊維製品の一つに、衣類からテーブルクロスまであらゆる物に使われている「アラマンス・プレイズ」あるいは「グレンコー・プレイズ」と呼ばれるものがある。繊維産業のパイオニア、エドウィン・M・ホルトが製造したアラマンス・プレイズは、南部の機織り機で生産された初の着色木綿製品であり、この地域の繊維ブームへの道を作った。ホルト邸は現在アラマンス郡歴史協会になっている。しかし20世紀後半までに工場の大半は操業をやめた。その中にはバーリントンを本拠とするバーリントン・インダストリーズが運営していた工場も含まれていた。

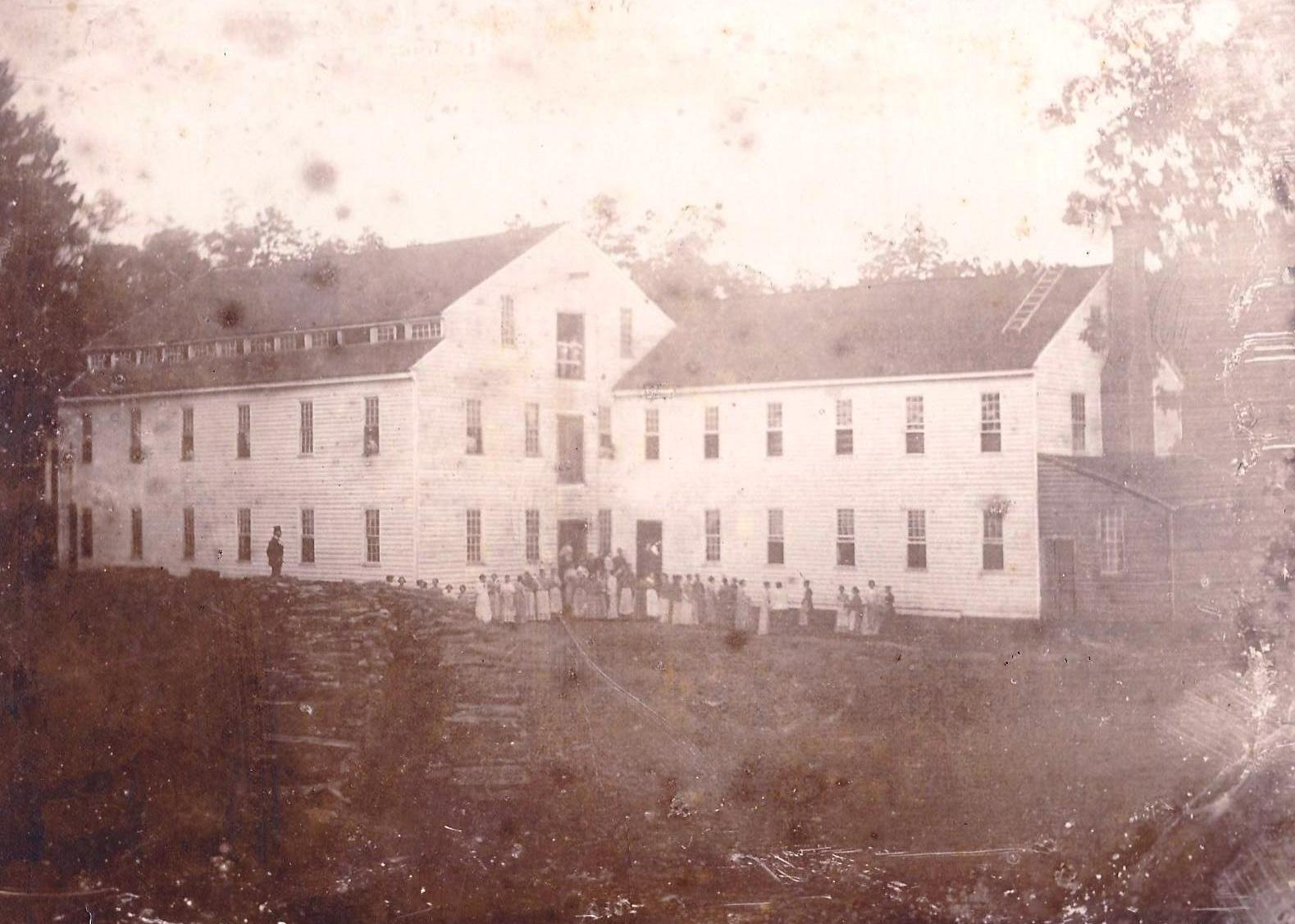
アラマンス綿糸工場、南部の機織り機で初の着色木綿製品を生産したエドウィン・M・ホルトが建設した。写真は工場完成後の1837年に撮影

1940年代までに繊維産業がブームとなり、ローリーとグリーンズボロを結ぶ便利な手段として、鉄道がこの地域を通って建設された。アラマンス郡は1849年1月29日にオレンジ郡から分離して設立された。

### 南北戦争
1861年、アメリカ合衆国は、奴隷制度、金、農業、代表権の問題に関する州の権限の議論が高まり、瓦解した。この年2月、ワシントンD.C.で和平協議が開かれた。ノースカロライナ州はこの会議に、ホーリバーの町の主席判事トマス・ラフィンなど5人の代表団を派遣した。ラフィン判事は脱退に反対したが、評決で敗れた。後に、ジェームズ・ブキャナン大統領は、もしラフィンが主張を続けておれば、戦争は避けられたかもしれないと語った。同年3月、アラマンス郡は住民投票で、ノースカロライナ州の合衆国からの脱退を圧倒的多数で否決した。反対は1,114票、賛成が254票だった。トマス・ラフィンとジャイルズ・メベインという2人の代表が、ノースカロライナ州脱退会議に派遣され、2人とも合衆国に留まる方に投票した。他の代表も多くは脱退に反対した。この会議が行われた時点で、アラマンス郡人口の30%ほどが奴隷だった（人口は約12,000人、奴隷は3,500人、自由黒人が500人いた）。
ノースカロライナ州は、他の南部州とは異なり、アメリカ合衆国からの脱退を躊躇していた。1861年の和平協議では脱退に反対し、エイブラハム・リンカーン大統領が就任した時も脱退を拒んだ。脱退主張派が繰り返し州議会に脱退を決心させようとしたが、実らなかった。1861年4月12日、サウスカロライナ州のサムター砦で戦争が勃発し、世論は脱退に傾いた。リンカーンが兵士の招集を呼びかけると、ジョン・エリス州知事が「この国の法の危険な侵犯には与することができない。また自由の民の自由に対する戦争にも与せない。ノースカロライナ州からは兵を出せない。」と回答した。ノースカロライナ州議会の特別議会が開かれ、1861年5月20日、全会一致で脱退に賛成した。
アラマンス郡も他の郡と同様に合衆国からの脱退と、アメリカ連合国に加盟することに賛成した。郡内で戦闘は起こらなかったが、前線に多くの兵士を送った。1861年7月、アメリカ合衆国の歴史では初めて、兵士が鉄道で戦場に送られた。ノースカロライナ第6連隊がカンパニーショップスで列車に乗り、バージニア州マナサスの前線に輸送された（第一次ブルランの戦い）。
戦争の大半の期間を通じて、アラマンス郡民に戦争の直接の影響は無かったが、1865年4月、郡民はその息子や父親が郡内を行軍するのを目撃した。それはダーラム市に近いベネットプレースで南軍が降伏し、戦争が終わる数日前のことだった。カンパニーショップスではジョセフ・ジョンストン将軍が立ち止って、兵士たちに最後の別れを告げた。終戦までにアラマンス郡の236人が死亡した。これは郡創設以来の他の戦争による犠牲者数を越えていた。

### 南北戦争後
南北戦争の最も深刻な影響は戦後に起きた。1870年、グラハムのアフリカ系アメリカ人市政委員ワイアット・アウトローが、クー・クラックス・クランの「白人兄弟団」によってリンチされたときに、短期間だがアラマンス郡は全国の注視を受けた。アウトローはアラマンス郡アメリカ統合同盟（反クー・クラックス・クランの団体）の議長であり、ノースカロライナ州での共和党設立に貢献し、アフリカ系アメリカ人のための学校設立を提唱していた。その行動に対して、ホールデン州知事が彼を治安判事に指名し、アウトローもそれを受け入れていた。アウトローの遺体は郡庁舎から30ヤード (27 m) の木に吊り下げられているのが見つかり、その胸には「気を付けろ!白人も黒人も罪ある者達よ」というメモが付けられていた。アウトローは、この郡で黒人と白人の間の政治的協調を進める中心人物だった。
ホールデン知事はキャスウェル郡が暴動状態にあると宣言し（7月8日）、北軍のベテランジョージ・W・カークの指揮でキャスウェル郡とアラマンス郡に軍隊を派遣し、いわゆるカーク＝ホールデン戦争を始めた。カークの軍隊は最終的に82人を逮捕した。
アラマンス郡の大陪審はクー・クラックス・クランの63人を重罪で、18人をワイアット・アウトロー殺人罪で告発した。この告発から間もなく、州議会の民主党が、その告発を有効にしていた法を撤廃する法案を成立させた。重罪容疑の63人に対する告発は取り下げられた。秘密結社のために犯罪を犯した者全員に恩赦を宣言する全国的な「恩赦と釈放」プログラムを、当時の保守派が使っていた。これがアラマンス郡のクー・クラックス・クラン隊員に拡大適用された。ワイアット・アウトローの事件では、正義は行われなかった。
ウィリアム・ホールデン知事はレコンストラクションを支持していたが、1871年、ノースカロライナ州議会によって弾劾され、辞任することになった。

### 酪農業
アラマンス郡は酪農製品産出量で州内第1の郡だった。バーリントンのメルビル・デアリーなど幾つかの酪製品会社が郡内に本社を置いていた。土地の価格が上昇し、牛乳の価格が低迷すると、酪農農園の大半が売却され、その多くは不動産開発に使われた。

### 航空機とレーダー
第二次世界大戦のとき、フェアチャイルド航空機がバーリントン東部の工場で航空機を生産した。この工場で生産された航空機には、爆撃機操縦士を訓練するために使われたAT-21ガンナーがあった。フェアチャイルドの工場近くにはウェスタン・エレクトリックの工場もあった。この工場では政府用電子機器を多く製造し、中でもレーダー装置とミサイルの誘導装置が著名だった。タイタン・ミサイルの誘導装置もここで製作された。この工場は1992年に閉鎖れて放置されていたが、2005年に地元事業家が製造のために買収した。

### 政治
アラマンス郡からはノースカロライナ州知事3人、アメリカ合衆国上院議員2人を輩出した。知事はトマス・ホルト、カー・スコット（上院議員を歴任）、ロバート・W・スコット（カー・スコットの息子）であり、上院議員はカー・スコットとB・エバレット・ジョーダンが務めた。

## 郡政府
アラマンス郡は、地域自治体の委員会であるピードモント・トライアド自治体委員会のメンバーである。郡政府はアラマンス郡郡政委員会と、委員会の指名する郡マネジャーが統治している。郡マネジャーは郡の日々の管理を行う。他に郡保安官と、土地登記官を選挙で選んでいる。

## 地理
アメリカ合衆国国勢調査局に拠れば、郡域全面積は435平方マイル (1,130 km2)であり、このうち陸地430平方マイル (1,100 km2)、水域は5平方マイル (13 km2)で水域率は1.10%である。
アラマンス郡は、ピードモント地形的区分の中にある。概してうねりのある平地だが、郡内南中部スノーキャンプの北ではケーンクリーク山地が970フィート (300 m) 以上立ち上がっている。この山地で目立つ丘陵の1つバス山では、世界に知られたブルーグラス・ミュージックのフェスティバルが毎年開催される。郡北部には孤立した残丘があり、標高は900フィート (270 m) 以上ある。
郡内の最大河川はホー川であり、チャタム郡でジョーダン湖に注いでいる。その先はケープフェア川に流れる。他にもグレート・アラマンス・クリークなど多くのクリーク、小川、池がある。カマック湖、マッキントシュ湖、グラハム・メベイン湖という3つの人工湖がある。

### 郡区

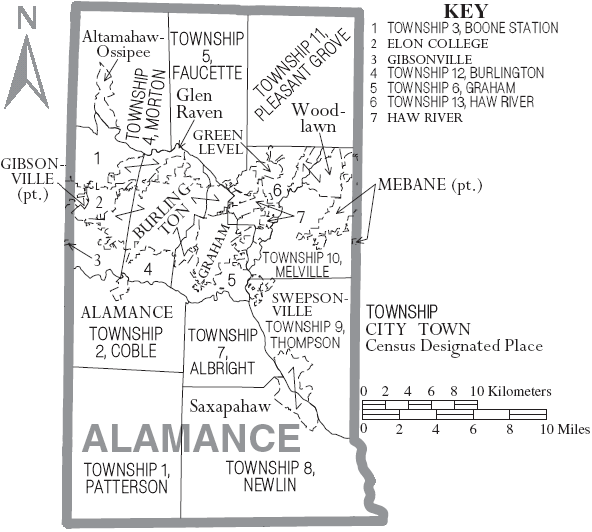
アラマンス郡の郡区と自治体

アラマンス郡は13の郡区に分割されており、番号と名前で識別されている。
- 1 パターソン郡区、法人化町は無い
- 2 コーブル郡区、アラマンス村
- 3 ブーンステーション郡区、イーロン町、バーリントン市の一部、ギブソンビル町の一部
- 4 モートン郡区、オシピー町
- 5 フォーセット郡区、法人化町は無い
- 6 グラハム郡区、グラハム市、バーリントン市の一部
- 7 オルブライト郡区、スウェプソンビル町
- 8 ニューリン郡区、法人化町は無い
- 9 トンプソン郡区、法人化町は無い
- 10 メルビル郡区、メベイン市
- 11 プレザントグローブ郡区、法人化町は無い
- 12 バーリントン郡区、バーリントン市
- 13 ホーリバー郡区、ホーリバー町、グリーンレベル町

### 隣接する郡
- キャスウェル郡 - 北
- オレンジ郡 - 東
- ロッキンガム郡 - 北西
- チャタム郡 - 南
- ランドルフ郡 - 南西
- ギルフォード郡 - 西

## 都市と町

### 法人化自治体
アラマンス郡の法人化自治体には98,000人以上の人が住んでいる。
- バーリントン市、郡内最大の自治体、人口49,963人
- グラハム市 - 郡庁所在地、人口14,153人
- メベイン市、オレンジ郡に跨る、人口11,393人
- イーロン町、公式にはイーロンカレッジ、人口9,419人
- ギブソンビル町、ギルフォード郡に跨る、人口6,410人
- ホーリバー町、ホー川から命名、人口2,298人
- グリーンレベル町、1990年法人化、人口2,100人
- スウェプソンビル町、ホー川岸の工業町、人口1,154人
- オシピー町、北西部の小さな町、人口543人
- アラマンス村、郡内唯一の村、人口951人

### 未編入の町
郡内の未編入領域には54,000人以上が住んでいる。
| - アルタマホー、オシピーと姉妹コミュニティ - ベルモント - イーライホイットニー - グレンコー | - グレンレイブン - ホーフィールズ - マウントハーモン - プレザントグローブ | - サクサパホー - スノーキャンプ - ウッドローン |

### 廃村
1975年に行われた州内郵便局の歴史の調査に拠れば、アラマンス郡には18世紀と19世紀に存在し、現在は無いゴーストタウンが27ある。さらに別の5つの郵便局も存在していない。それらは廃止されたか、大きな町に吸収されたかである。

## 交通

### 州間高速道路とアメリカ国道

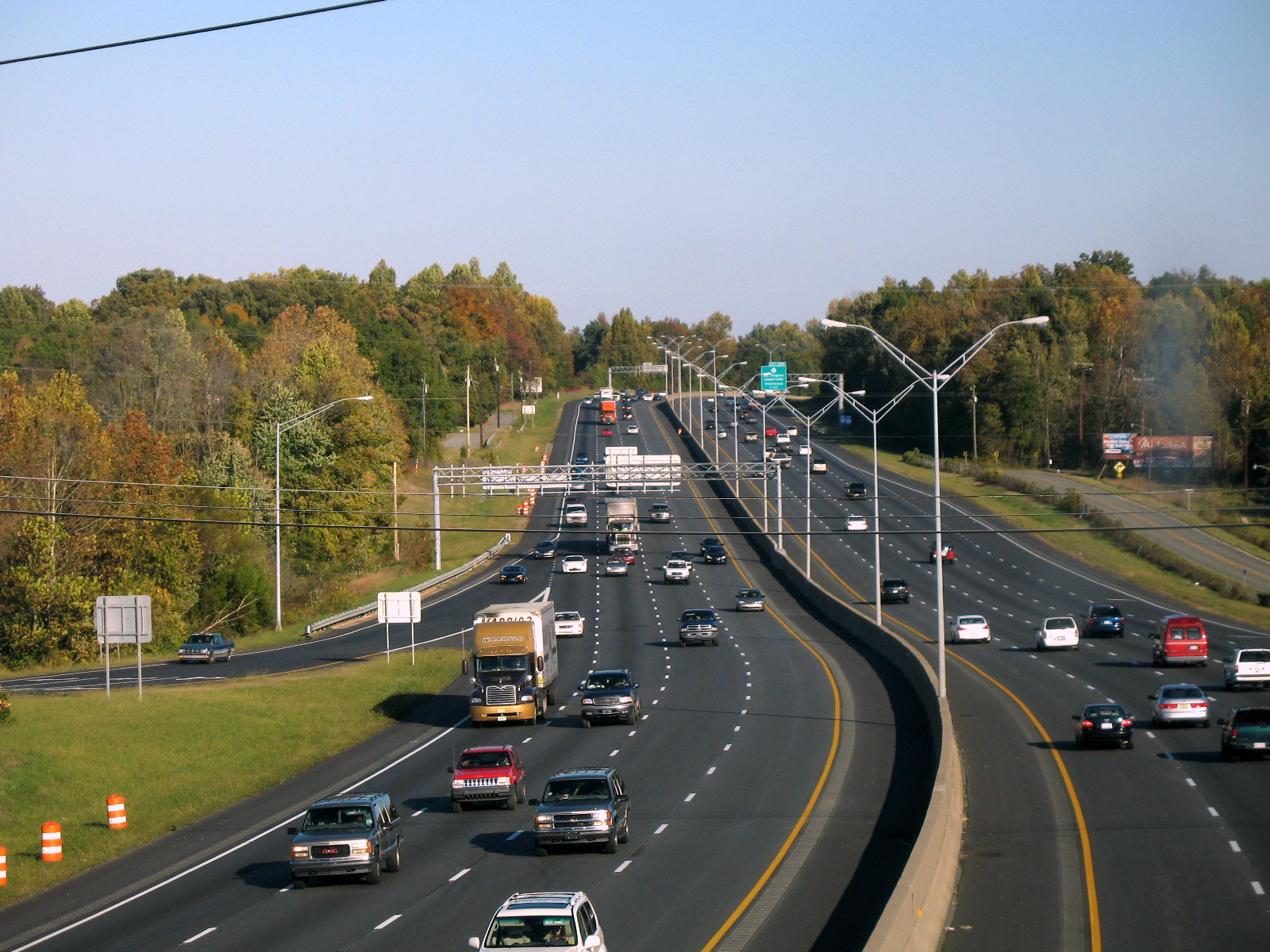
州間高速道路85号線と州間高速道路40号線、バーリントンの第141出口から東を望む

- 州間高速道路85号線 / 州間高速道路40号線、サム・ハント・フリーウェイとも呼ばれる（元ノースカロライナ州交通長官に因む命名）。郡中央を東西に抜けている
- アメリカ国道70号線、州間高速道路の数マイル北を平行に走る。バーリントン、ホーリバー、メベインの各中心街を抜ける

### ノースカロライナ州道
- ノースカロライナ州道49号線、南西のリバティから北東にバーリントン、グラハム、ホーリバーを通り、プレザントグローブに行った後、北東のオレンジ郡に入る
- ノースカロライナ州道54号線、バーリントンのアメリカ国道70号線が北西端となり、南東のオレンジ郡に向かう
- ノースカロライナ州道62号線、南西のキムズビルからバーリントンを通り、プレザントグローブに向かう、そこから北に転じてキャスウェル郡に入る
- ノースカロライナ州道87号線、南東部から北西に抜ける、イーライホイットニーからグラハム、バーリントンを通り、イーロンに入り、アルタマホー・オシピー地域を抜けキャスウェル郡に入る
- ノースカロライナ州道100号線、バーリントン中心街を通る環状線、メイプル・アベニューとチャペルヒル道路の交差点に始まり、北から北西に転じ、イーロンを抜けてギブソンビルとギルフォード郡に向かう
- ノースカロライナ州道119号線、州道54号線の交差点を南端として、北に向かい、メベインを通りキャスウェル郡に入る

## 芸術とレクリエーション

### 芸術
パラマウント劇場が町の劇的な表現の中心として機能している。その南にはスノーキャンプ屋外劇場があり、晩春から初秋まで夜に演劇を公演している。

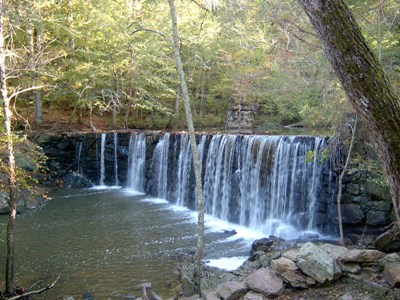
シーダーロック公園のオールドダム

### 公園
- シーダーロック公園、州間高速道路85号線/州間高速道路40号線と州道49号線の交差点から南に10 kmにある。シーダーロック歴史農園、オールドミル・ダム、2つのディスクゴルフ・コースがある。
- グレンコーのグレートベンド公園、バーリントン中心街のアメリカ国道70号線と州道87号線、62号線、100号線の交差点から北に6 kmにある。ホー川ランド・アンド・パドル・トレイルとマウンテンズ・トゥ・シー・トレイルの一部があり、ピックニックや釣りができる。グレンコー・ミルズの周りに建設され、現在はアメリカ合衆国国家歴史登録財に指定されているそのミルを改装中である。

### スポーツ

#### プロスポーツ
バーリントン・ロイヤルズは、バーリントンを本拠とするマイナーリーグ野球チームである。元はバーリントン・インディアンスだったが、2006年にクリーブランド・インディアンス傘下からカンザスシティ・ロイヤルズ傘下に変わった。1985年から活動を続けている。

#### 大学スポーツ
イーロン大学のフェニックスがイーロンの町で試合を行っている。NCAAのディビジョンI、サザン・カンファレンスに属している。野球、バスケットボール、クロスカントリー、アメリカンフットボール、ゴルフ、サッカー、テニスなどを行う。

## 経済
アラマンス郡はベッドタウンと呼ばれることが多い。住人の多くは低い税率の故に郡内に住んで他所で働いているが、アラマンス郡は繊維など製造業が主要産業である。
現在の税率は100ドルに対して57.5セントである。これには自治体や消防地区が課する税を含んでいない。

## 人口動態
以下は2000年国勢調査による人口統計データである。
| 基礎データ - 人口: 130,800人 - 世帯数: 51,584 世帯 - 家族数: 35,541 家族 - 人口密度: 117人/km2（304人/mi2） - 住居数: 55,463軒 - 住居密度: 50軒/km2（129軒/mi2） 人種別人口構成 - 白人: 75.61% - アフリカン・アメリカン: 18.76% - ネイティブ・アメリカン: 0.35% - アジア人: 0.90% - 太平洋諸島系: 0.02% - その他の人種: 3.19% - 混血: 1.16% - ヒスパニック・ラテン系: 6.75% 年齢別人口構成 - 18歳未満: 23.8% - 18-24歳: 9.9% - 25-44歳: 29.9% - 45-64歳: 22.3% - 65歳以上: 14.1% - 年齢の中央値: 36歳 - 性比（女性100人あたり男性の人口） - 総人口: 92.5 - 18歳以上: 89.0 | 世帯と家族（対世帯数） - 18歳未満の子供がいる: 31.1% - 結婚・同居している夫婦: 52.1% - 未婚・離婚・死別女性が世帯主: 12.7% - 非家族世帯: 31.1% - 単身世帯: 26.0% - 65歳以上の老人1人暮らし: 10.1% - 平均構成人数 - 世帯: 2.46人 - 家族: 2.95人 収入と家計 - 収入の中央値 - 世帯: 39,168米ドル - 家族: 46,479米ドル - 性別 - 男性: 31,906米ドル - 女性: 23,367米ドル - 人口1人あたり収入: 19,391米ドル - 貧困線以下 - 対人口: 11.1% - 対家族数: 7.6% - 18歳未満: 13.3% - 65歳以上: 12.9% |

## 教育
郡内の公共教育はアラマンス・バーリントン教育学区が管轄し、他に私立学校が数校、さらにアラマンス・コミュニティカレッジとイーロン大学がある。

## 著名な出身者
- チャーレイ・ジョーンズ、アラマンス郡生まれ、メジャーリーグベースボール選手[22]
- ジャック・マキーオン、メジャーリーグベースボール選手、監督、2003年のワールドシリーズでフロリダ・マーリンズを率いチャンピオン